# Trox dilaticollis
Trox dilaticollis är en skalbaggsart som beskrevs av Macleay 1888. Trox dilaticollis ingår i släktet Trox och familjen knotbaggar. Inga underarter finns listade i Catalogue of Life.